# 斯塔萬格大學

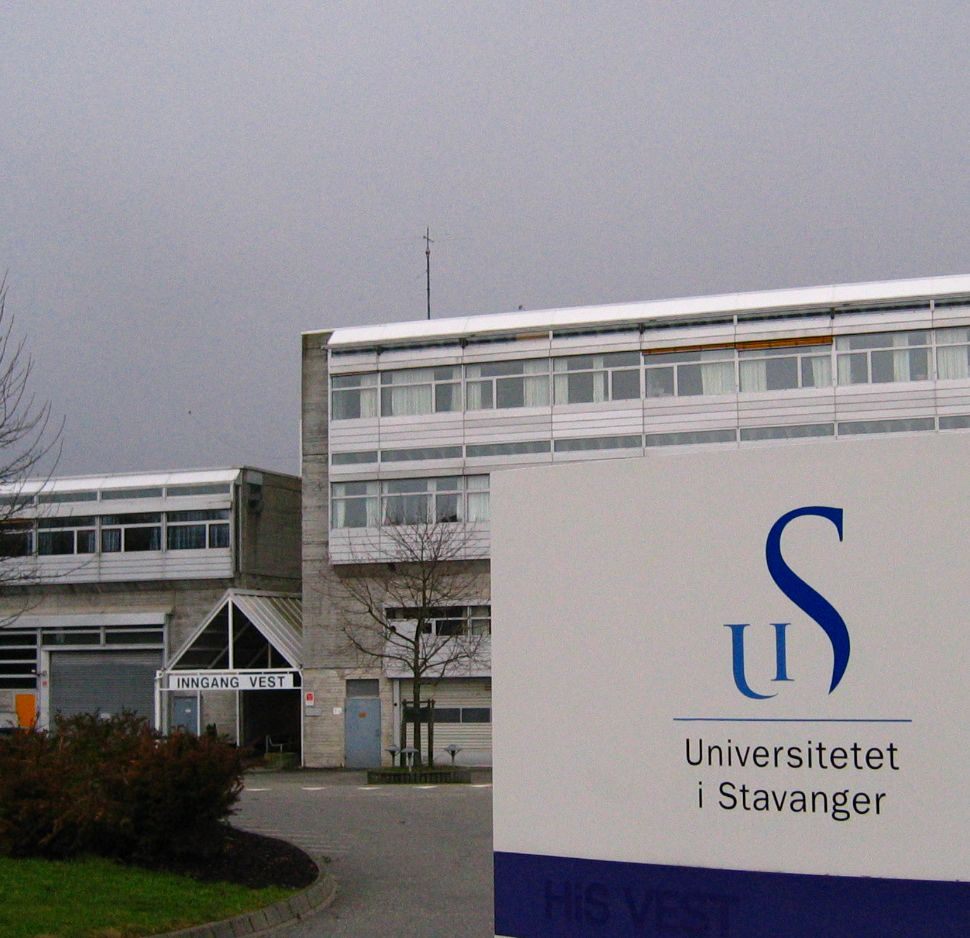
大學校門

斯塔萬格大學（挪威語：Universitetet i Stavanger，UiS）是一所位於挪威斯塔萬格的大學，成立於2005年。

## 院系

### 藝術和教育系
- 教育和運動科學部
- 早期兒童教育學部
- 文化研究和語言學部
- 音樂和舞蹈部
- 行為研究中心
- 國家閱讀教育和研究中心

### 社會科學系
- 媒體、文化和社會科學部
- 社會研究部
- 健康研究部
- 挪威酒店管理學校
- 斯塔萬格大學商學院

### 科技系
- 石油工程部
- 電子和計算機工程部
- 數學和自然科學部
- 機械與結構工程及材料科學部
- 工業經濟、風險管理和企劃部

## 外部連結
- Official website

58°56′15″N 5°41′51″E / 58.93750°N 5.69750°E